# Ben Gibbard
Benjamin Gibbard, född 11 augusti 1976 i Bremerton, Washington, är en amerikansk sångare, gitarrist och låtskrivare, känd som frontman i indierockgruppen Death Cab for Cutie, men även för sidoprojekten The Postal Service och ¡All-Time Quarterback!. Han har tidigare också spelat i bandet Pinwheel.
Gibbard gifte sig 2009 med skådespelerskan och sångerskan Zooey Deschanel, men paret separerade i november 2011. Skilsmässan trädde i kraft år 2012.

## Diskografi (urval)
Album
- 1996 – Pinwall (som Pinwheel)
- 2003 – Home Volume V (delat album med Andrew Kenny)
- 2005 – One Fast Move or I'm Gone: Music from Kerouac's Big Sur (album med Jay Farrar)
- 2008 – Kurt Cobain About A Son (Original Score) (med Steve Fisk)
- 2012 – Former Lives

Singlar
- 2009 – "One Fast Move or I'm Gone" (singel med Jay Farrar)
- 2012 – "Teardrop Windows"
- 2012 – "Bigger Than Love"
- 2012 – "Ichiro's Theme"

Med The Revolutionary Hydra
- 1998 – Hiss Inclusive (Album)
- 1999 – Ratcheting Down The Melancholic Afterbeat; A Novel (Album)
- 2000 – "Queen Of The Gravity Urge" (Single)
- 2001 – The Antiphony (Album)
- 2001 – L'Amiral Suisse E.P. (The Swiss Admiral E.P.) (EP)

Se också diskografi i artiklarna om Death Cab for Cutie, The Postal Service och ¡All-Time Quarterback!.